# Фат'янов Михайло Іванович
Михайло Іванович Фат'янов (рос. Михаил Иванович Фатьянов; 12 (25) грудня 1917, Уринок — 7 лютого 1973) — радянський офіцер-артилерист, Герой Радянського Союзу.

## Біографія
Народився 12 (25 грудня) 1917 року в селі Уринку (нині Должанського району Орловської області) в родині селянина. Росіянин. Закінчив 10 класів школи. Працював у колгоспі.
У Червоній армії з 1938 року. У 1940 році закінчив Київське артилерійське училище. На фронті у німецько-радянську війну з 1941 року. Почав війну командиром артилерійського взводу. Член ВКП(б) з 1943 року.
Командир дивізіону 333-го артилерійського полку (152-а стрілецька дивізія, 46-а армія, 3-й Український фронт) капітан Фат'янов відзначився при форсуванні Дніпра. 23 жовтня 1943 року під час переправи в районі села Діївки (нині в межах міста Дніпропетровська), коли десантний човен затонув, Фат'янов вплав дістався до берега, під вогнем противника висунувся вперед і коригував вогонь батарей полку. Дивізіон Фат'янова активно допомагав стрілецьким підрозділам своїм вогнем, знищивши більше двох десятків вогневих точок і до сотні гітлерівців. Контратаки ворога були зірвані, плацдарм утриманий.

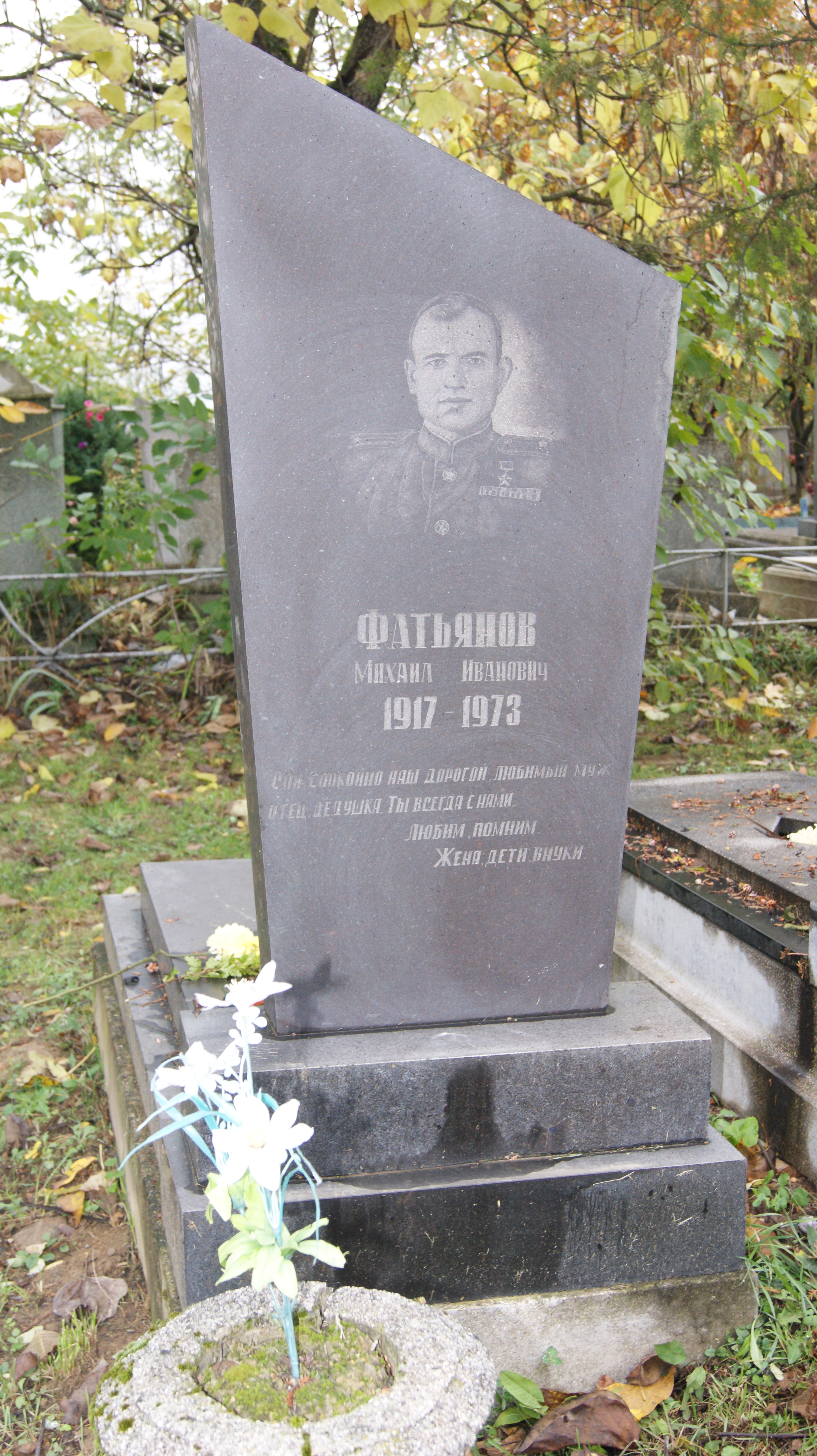
Могила Михайла Фат'янова

Указом Президії Верховної Ради СРСР від 1 листопада 1943 року за мужність, відвагу і героїзм, проявлені в боротьбі з німецько-фашистськими загарбниками, капітану Фать'нову Михайлу Івановичу присвоєно звання Героя Радянського Союзу з врученням ордена Леніна і медалі «Золота Зірка» (№ 1 956).
Після війни продовжував службу в армії. З 1958 року підполковник Фат'янов — в запасі. Жив і працював в місті Мукачевому Закарпатської області. Помер 7 лютого 1973 року. Похований на міському цвинтарі Мукачевого.

## Нагороди
Нагороджений орденами Леніна, Червоного Прапора, Олександра Невського, Вітчизняної війни 1-го ступеня, Червоної Зірки, медалями.